# Пидуриев, Магомедкарин Мухтарович
Магомедкарин (Магомедкарим) Мухтарович Пидуриев (род. 25 июля 1997, Махачкала) — российский дзюдоист и самбист, призёр чемпионата России по дзюдо. Мастер спорта России по самбо и дзюдо.

## Спортивная карьера
В апреле 2009 года стал в Санкт-Петербурге стал победителем международного фестиваля среди юношей. В мае 2013 года в Майкопе победил на шестой летней Спартакиада СКФО учащихся по дзюдо. В марте 2016 завоевал медаль на первенстве Вооружённых сил среди молодёжи до 23 лет в Нальчике. В сентябре 2019 стал бронзовым призёром чемпионата России в Назрани. В октябре 2019 года в испанской Малаге завоевал бронзу Кубка Европы по дзюдо.

## Спортивные результаты
- Чемпионат России по дзюдо 2019 — ;
- Кубок Европы по дзюдо 2019 — ;